# Émile Bertin (pétrolier-ravitailleur)
Pour les articles homonymes, voir Émile Bertin.
Ne doit pas être confondu avec le croiseur.
L'Émile Bertin (indicatif visuel A727) est un futur bâtiment ravitailleur de forces construit pour la Marine française. Basé à Brest, il est destiné à remplacer le BCR Somme en 2027.
Il est baptisé en l'honneur de l'ingénieur militaire Émile Bertin, inventeur, créateur de la marine militaire japonaise, directeur des constructions navales françaises et théoricien naval.
Un croiseur léger portant ce nom a  participé à la seconde guerre mondiale

## Histoire
Comme tous les navires de sa classe, le bâtiment est construit en 2 étapes : la partie avant est construite par Fincantieri dans ses chantiers de Castellammare di Stabia, près de Naples ; l'arrière est assemblé à Saint-Nazaire, aux Chantiers de l'Atlantique, à partir de 13 blocs soudés sur la partie avant.
Fincantieri procède à la première découpe de tôle de la partie avant le 5 décembre 2023 et la quille est posée le 8 août 2024.
De leur côté, les Chantiers de l'Atlantique réalisent la première découpe de la partie arrière en mars 2025[réf. souhaitée].